# 亚历山大·彼得罗维奇·彼得罗夫 (政治人物)
亚历山大·彼得罗维奇·彼得罗夫（羅馬化：Aleksandr Petrovich Petrov；1958年5月21日—）是俄罗斯政治人物，第六届、第七届和第八届国家杜马代表。 2009年，他获得了经济学学位科学候选人。
大学毕业后，彼得罗夫在卡利诺夫卡村的一所不完全中学担任物理教师和校长（1979年至1984年）。1995年，他在斯维尔德洛夫斯克州从事制药业务。 2011年至2016年，担任斯维尔德洛夫斯克州选区第六届国家杜马代表。2016年和2021年，彼得罗夫分别连任第七届和第八届国家杜马议员。

## 荣誉
- 祖国功勋勋章